# A khioszi mészárlás
A khioszi mészárlás (eredeti címe Scène des massacres de Scio) Eugène Delacroix nagy méretű olajfestménye, amely az ártatlan polgári lakosság legyilkolását ábrázolja az 1822-es khioszi mészárlás során. A Louvre-ban található festmény az 1824-es párizsi Salonra készült.
A mű több mint négy méter magas, és a háborús pusztítás jeleneteit mutatja. A műfajban szokatlan módon a festményen nincs hősies alak, aki ellensúlyozná a lesújtott áldozatokat, és semmi sem sugároz reményt a romok és pusztulás között. A támadó ábrázolásának erőteljessége, szemben az áldozatok komor bemutatásával, már a mű első kiállításakor megjegyzéseket váltott ki, és néhány kritikus azt vetette Delacroix szemére, hogy próbált rokonszenvet mutatni az erőszakos hódítókkal szemben.

## Tárgya
Az oszmán hadsereg 1822. április 11-én támadást indított Kiosz lakói ellen, ami több hónapon át folytatódott. A mészárlás húszezer lakos halálát okozta, és kevés kivétellel az összes túlélőt, hetvenezer főt, rabszolgaságba hajtottak.

## Története
1821. szeptember 15-én Delacroix azt írta barátjának, Raymond Soulier-nek, hogy hírnevet akar magának szerezni azáltal, hogy fest egy jelenetet a törökök és görögök közötti háborúról, és kiállítja a Salonban. (Ezidőtájt Delacroix még nem volt híres, és még egyik műve sem szerepelt nyilvános kiállításon.) Végül a Dante bárkája című képét festette meg, amivel azonnal ismertté vált; ezt a képet 1822. áprilisban mutatták be a közönségnek, éppen amikor a kioszi atrocitások javában zajlottak. 1823. májusban Delacroix elkötelezte magát, hogy fest egy képet a mészárlásról.
Amikor az 1824. évi Salon augusztus 25-én megnyílt, a rendezvény történetében szokatlanul későn, Delacroix Scènes des massacres de Scio; familles grecques attendent la mort ou l'esclavage, etc.  (A khioszi mészárlás jelenetei; görög családok várják a halált vagy a rabszolgaságot stb.) című festménye a 450-es sorszámmal szerepelt. A kép ugyanabban a teremben volt kiállítva, mint Jean Auguste Dominique Ingres XIII. Lajos fogadalma című festménye. A két kép együttes kiállítása jelentette a kezdetét a két művész nyilvános versengésének. Delacroix úgy vélte, hogy ettől az időponttól kezdődött az akadémia ellenszenve iránta.
Alexandre Dumas beszámolója szerint a képek előtt mindig csoportosulás alakult ki, és a különböző iskolákhoz tartozó festők heves vitákba bonyolódtak. Dumas és Stendhal egyaránt megjegyezték, hogy azt hitték, a kép járványt ábrázol, ami részben igaz is volt. Antoine-Jean Gros, akinek a Napóleon meglátogatja a jaffai pestiseseket című festményéből Delacroix szemmel láthatóan kölcsönzött, a képet a "festészet mészárlásának" nevezte. Ingres szerint a kép a modern művészet „lázát és epilepsziáját” példázta. Anne-Louis Girodet de Roussy-Trioson és Adolphe Thiers kritikái viszont hízelgőbbek voltak, és a festmény elég jó fogadtatást kapott ahhoz, hogy az állam még abban az évben megvásárolja a Musée du Luxembourg számára 6000 frankért. A vétel belső konfliktusokat okozott a művészeti igazgatásban, mert Auguste de Forbin, a királyi múzeumok igazgatója, a király hivatalos jóváhagyása előtt vásárolta meg a képet, ami szabálytalan és politikailag kockázatos vállalkozás volt. A festmény 1874. novemberben került át a Louvre-ba.

### Görögországban
Természetszerűleg Delacroix műve nagy figyelmet keltett Görögországban: A festmény vázlata, amelyet Delacroix műhelyében készített egyik tanítványa a festő irányítása alatt, az Athéni Háborús Múzeumban látható. 2009-ben a festmény másolatát kiállították Kioszban, a helyi múzeumban, de a török kormány tiltakozására levették.

## Kompozíciója

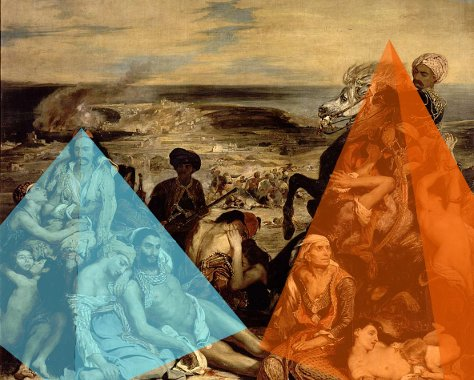
A két emberi gúla kompozíciós szerkezete

Delacroix-ra nagy hatást tett Théodore Géricault A Medúza tutaja című festménye, amelyhez maga is modellt állt. A gúla alakú elrendezés, amely meghatározza Géricault festményét, hasonló A khioszi mészárlás előterében található alakokéhoz. Az alakok e valószínűtlen elrendezésével kapcsolatban Delacroix ezt jegyezte meg: "Ki kell tölteni; ha kevésbé természetes, akkor sokkal gyönyörűbb és gyümölcsözőbb" Az előtérben levő alakok összetorlódása éles ellentétben áll a háttér nyílt, szétszórt tereivel. Úgy tűnik, mintha a szárazföld és a tenger, a fény és az árnyék váltakozása végtelenül összefutó színsávokat alkotna, és Delacroix mintha elvetné a perspektíva törvényeit a felhők ábrázolása nyomán. A háttér összhatása állandó nyitást, feloldódást és központ nélküliséget sugall; Heinrich Wölfflin esztéta ezt tektonikus formának nevezte.
A tizenhárom polgári személyt – férfiak, nők és gyermekek – lemészárlásra vagy rabszolgaságra szánták. Az ő ábrázolásuk durva, szinte egyetlen síkban történik, egyenlőtlenül elosztva. Alapvetően két emberi gúlát alkotnak: a bal oldalinak a csúcsa a vörös fezes férfi, a jobb oldalié a lovas katona. A két gúla közötti részben két árnyékban levő katona és két további görög áldozat (egy fiatal férfit átölelő fiatal nő) található. A bal oldali gúlában levő két sebesült közül az elülső haldoklik, a csoport tetején elhelyezett férfi képtelen a védekezésre. Az előtte levő szenvedő gyermekekre néz, de nem látja őket; ez a látszólagos elszakadás és a haldokló üres tekintete az elkeseredett lemondás légkörével vonja be a csoportot.
Velük ellentétben, a jobb oldali emberi gúla erőteljes függőleges nyomást mutat. A lóhoz kötött nő vonaglása, a balján levő alak felfelé nyújtózása, a ló döbbenetes sörénye, a rajta ülő katona kicsavarodott, parancsoló alakja mind dinamizmust ad a csoportnak. A gúla alapjánál azonban egy öregasszony ég felé emeli a kezét, jobbján egy csecsemő keres anyai vigasztalást egy összeszorított öklű holttestnél. A csecsemő felett testrészek és egy meghatározatlan véres massza lebegnek komoran.
A hátteret illetően Elisabeth A. Fraser a következőket jegyzi meg: "a háttér kettévágja a kompozíciót, és megmagyarázhatatlan módon ugrik  ki és vissza az [előtérben levő] alakok között." Ez a drámai elrendezés részekre szabdalja a festményt, amelyen kusza testek, elszórt tekintetek és egyéb részletek versenyeznek a néző figyelméért. Középtájt még egy humanitárius katasztrófa bontakozik ki, melynek hátterét kifosztott, égő települések és felperzselt föld képezik. A mediterrán horizont nagy része sivár földszínekkel van festve, amelyet csak a füst, a ló sörénye és a katona feje szakít meg.

## Alakjai
Delacroix többször feljegyezte naplójában, hogy meg akar szabadulni az előző munkája, a Dante bárkája egészséges és izmos alakjaitól. Két tanulmány, amelyeken ebben az időben dolgozott, a Női fej és az Árva lány a temetőben mutatja a nem eltúlzott modellezésnek és a hangsúlyos kontúroknak azt a kombinációját, amellyel nagyobbi munkájához kísérletezett. A Mészárlás alakjainak végső kidolgozása azonban kevésbé következetes, mint ez a két tanulmány. Az elülső haldokló férfi erősen kolorisztikus, szemben a jobb oldali akt sokkal tónusosabb modellezésével, illetve a csecsemő Veronese-szerű sematikus kidolgozásával.

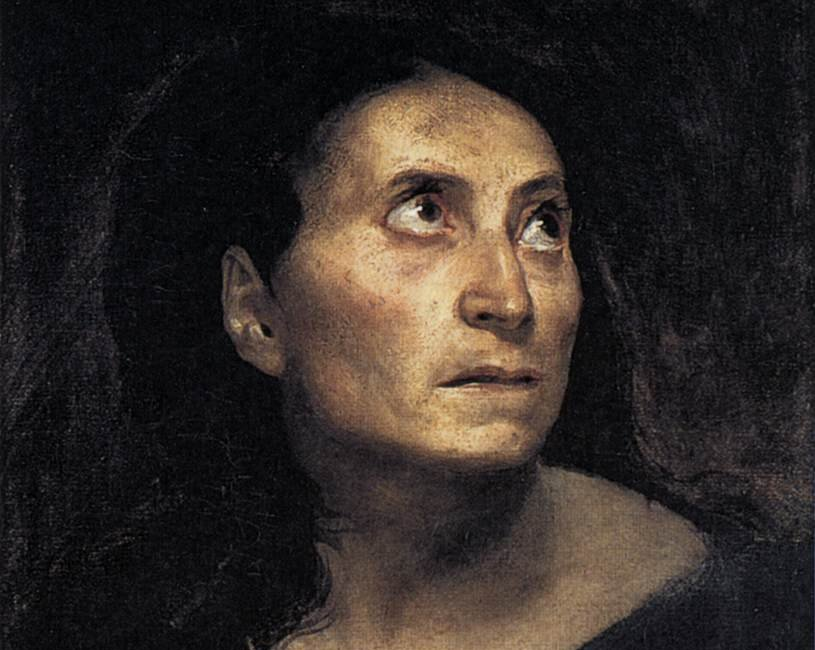
A Női fej című tanulmány részlete
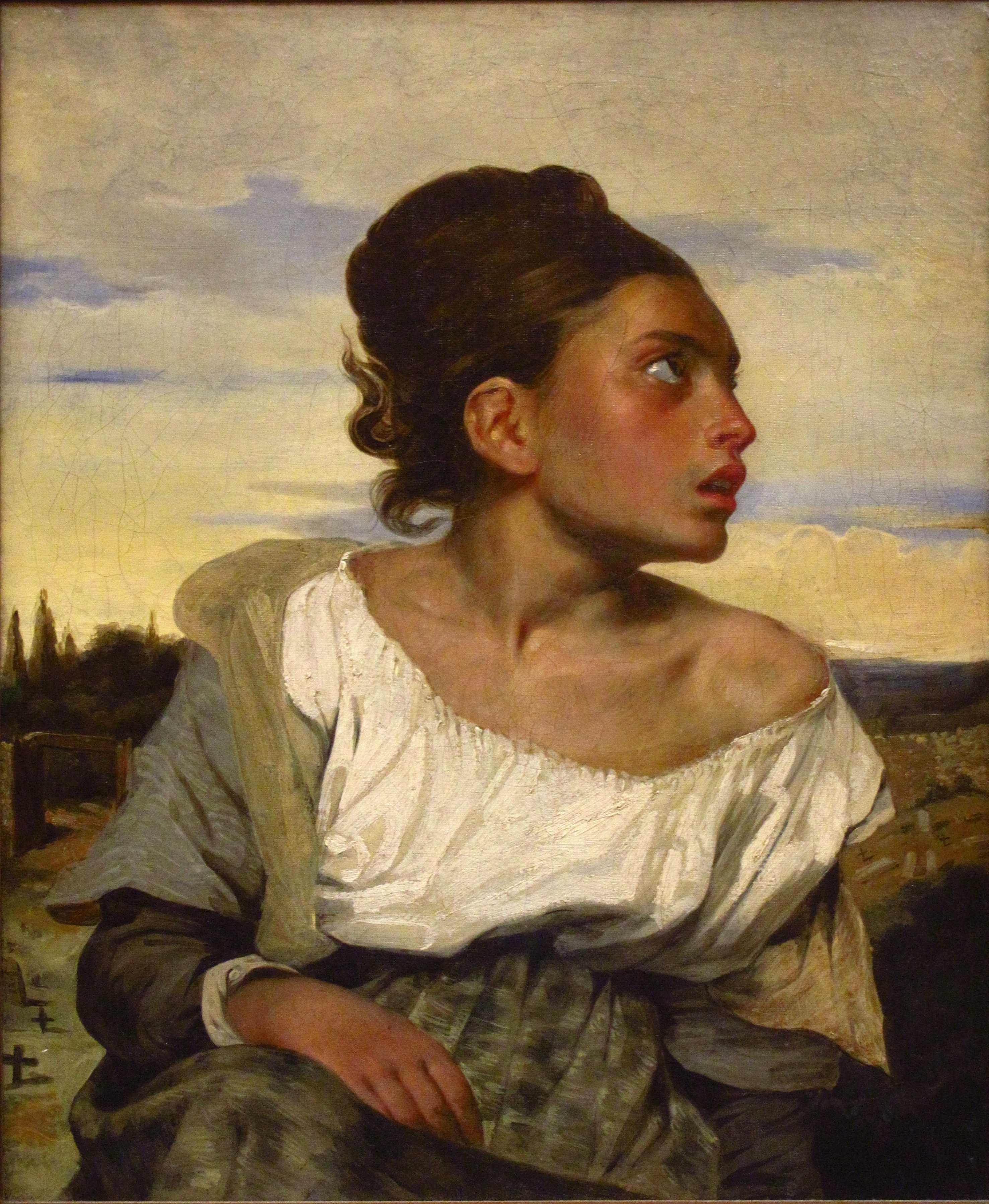
Árva lány a temetőben
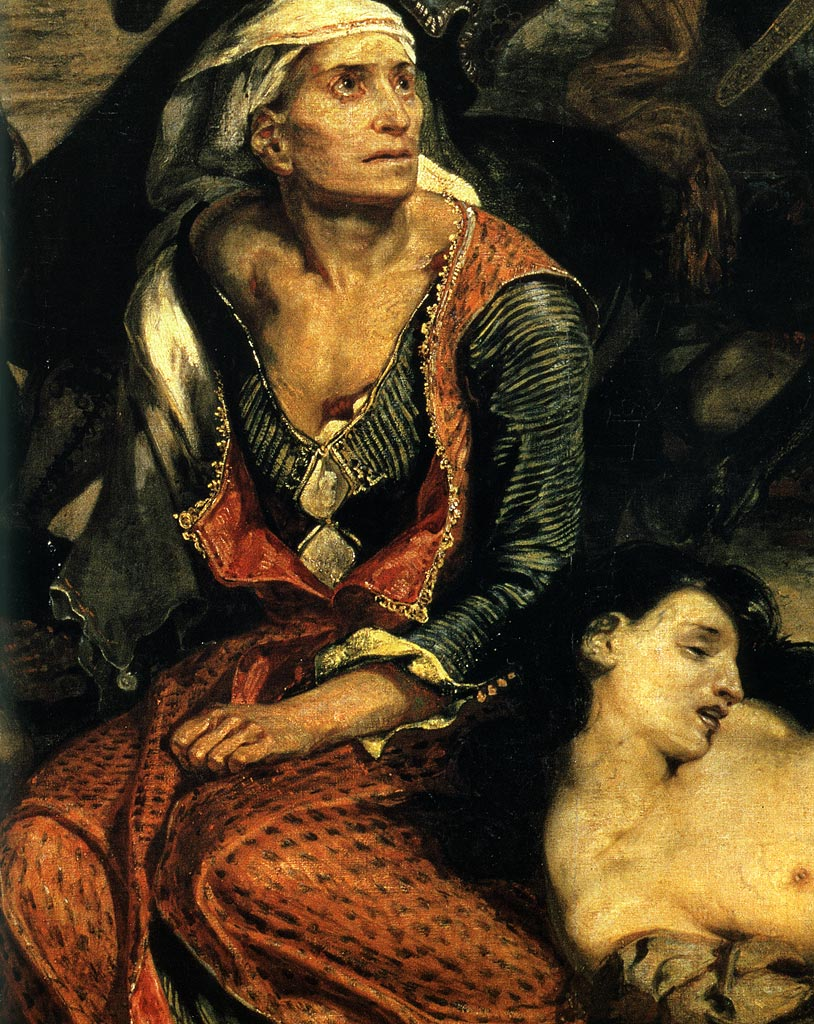
A khioszi mészárlás részlete

## Fordítás
- Ez a szócikk részben vagy egészben  a   The Massacre at Chios című angol Wikipédia-szócikk ezen változatának fordításán alapul.  Az eredeti cikk szerkesztőit annak laptörténete sorolja fel. Ez a jelzés csupán a megfogalmazás eredetét és a szerzői jogokat jelzi, nem szolgál a cikkben szereplő információk forrásmegjelöléseként.